# توماس هارولد فلاورز
توماس هارولد فلاورز (به انگلیسی: Thomas "Tommy" Harold Flowers) مهندس بریتانیایی بود که اولین کامپیوتر قابل برنامه‌ریزی را ابداع کرد. وی این کامپیوتر را در طول جنگ جهانی دوم و برای بازکردن کدهای آلمان نازی اختراع کرد.